# Tomàs Moragas i Torras
Tomàs Moragas i Torras (Girona, 14 de juny de 1837 - Barcelona, 20 d'octubre de 1906) fou un pintor català. Va iniciar-se en l'art de la mà de pintors del romanticisme català. A poc a poc va anar alliberant el seu estil cap a una tècnica més rica i més propera a la pintura anomenada «de casaca». Va seguir els passos de Fortuny i marxà a Itàlia, on va formar part de l'escola de Roma, que va donar tants grans pintors. En la seva obra conviuen l'orientalisme encomanat per Fortuny amb el realisme de personatges populars, escenes costumistes i paisatges. En tornar de Roma es dedicà a l'ensenyament, un dels seus deixebles més importants va ser Santiago Rusiñol.

## Biografia

### Joventut
Nascut el 14 de juny de 1837 a Girona, va ser el dotzè fill de Jaume Moragas i Piferrer i de Victòria Torras i Campllonch (1798-1869). Davant les revoltes polítiques i la crema de convents, la família es traslladà a Barcelona quan Tomàs encara era un nadó. El seu germà Ricard fou un afamat ballarí i coreògraf.
D'avançada vocació artística, treballà com aprenent al taller de l'argenter Josep Pomar i Llaró. Al mateix temps assistia a l'Escola de la Llotja, on va ingressar el curs (1850-1851) amb tretze anys. Aquí va tenir com a mestres als artistes natzarens Claudi Lorenzale i Milà i Fontanals i va fer amistat amb diversos condeixebles: Marià Fortuny, Jeroni Suñol, Ramon Tusquets i Josep Tapiró.

### Entre l'Escola de Roma i Barcelona (1858-1876)

#### Viatge a Roma (1858-1864)
Un cop acabats els estudis a l'Acadèmia de Belles Arts, i influït per les notícies que rep de Fortuny, l'any 1858 decidí marxar a Roma tot i no tenir beca d'estudis per finançar la seva estada. L'acompanya l'escultor Jeroni Suñol i més tard s'hi afegiran Tapiró i Agrasot. Tots ells, i l'italià Simonetti, estableixen el seu taller a prop de la via Flamínia, on Fortuny tenia el seu. Assisteix amb els companys de taller a les classes de la prestigiosa Acadèmia Giggi, on coincideixen amb artistes internacionals. Aquí dibuixaven del natural models nus o vestits i també estudiaven composició, treballant tant la tècnica del dibuix com l'aquarel·la i l'oli. En els seus moments de lleure recorre tota la ciutat i els seus voltants i, molt interessat per la temàtica popular, pren magnífics apunts del barri del Trastevere i Ripetta, i de localitats properes a Roma, com Albano, Castel Gandolfo, Nemi i Ostia. Un cop a l'estudi, Moragas trasllada la campanya romana, els seus personatges populars i les restes monumentals de l'antiga Roma a quadres realitzats a l'oli i a l'aquarel·la; i que gràcies a la seva amistat amb Fortuny, seran comprats pels marxants de París i Londres: Adolphe Goupil i M.Agnew.
Moragas i Fortuny s'integren a la vida cultural de Roma, i assisteixen tot els dijous a les tertúlies que el col·leccionista suís Walther Fol organitzava a casa seva. Allà discutien sobre art i arqueologia, i va suposar una gran oportunitat per conèixer de primera mà una excel·lent col·lecció d'art.

#### Retorn provisional a Barcelona (1864-1866)
Un cop va assolir certa estabilitat i reputació, decideix passar una temporada a Barcelona. Durant aquest període rep l'encàrrec del projecte i dibuixos de les espases que, un cop acabada la Guerra d'Àfrica, es regalaren als generals O'Donnell i Prim. També va rebre l'encàrrec del dibuix per les tapes de l'àlbum que Barcelona va regalar a la reina Isabel II d'Espanya durant la seva visita a la ciutat.
Aprofitant la seva estada a Barcelona es dedica a la temàtica costumista catalana amb obres com Font safareig de Guissona o Celler català, que reben una molt favorable acollida, alhora que realitza estudis i apunts a llapis i retrats, alguns en miniatura. Abans del seu retorn a Roma es promet amb la filla menor del seu mestre, Elvira Pomar i Farriols, que fou alumne del músic Joan Baptista Pujol i estudiant de piano al Conservatori del Liceu.

#### Segona etapa a Roma (1866-1869)
Torna a marxar a Roma per continuar la seva formació i s’instal·la a la Via Avignosesi. El seu amic Fortuny li demana que treballi en unes obres per exposar junt amb alguns dels seus quadres a Madrid. Així, el 1866 exposa al taller de Francesc Sans i Cabot, el 1867 a l'estudi de Federico de Madrazo, i el 1867 a l'Exposició Nacional de Belles Arts de Madrid, on obté una menció honorífica de primera classe i un gran èxit. El fruit del seu treball arriba en forma de nombrosos encàrrecs, com el d'Emilio Vidal Ribas: Miquel Àngel vetllant el seu criat Urbino, les dues aquarel·les comprades per M.Petit o l'obra de temàtica romana comprada pel conegut comerciant d'art Capobianchi per 800 lires.
De retorn a Roma, Moragas s'interessa per la temàtica orientalista. L'estiu de 1867 una epidèmia de còlera l'obliga a traslladar-se a Nàpols, on es veu profundament influït per l'obra naturalista del pintor Domenico Morelli. Aprofita el seu viatge per visitar les ruïnes de Pompeia i queda admirat per les seves restes. Aquell mateix any, a causa d'una malaltia, ha de viatjar a Arícia, als voltants de Roma, on es recuperarà satisfactòriament sense deixar de pintar apunts per a les seves futures obres, com la que li comprarà Capobianchi per 700 lliures. Al desembre retorna a Roma totalment curat i preparat per continuar treballant i al gener, per tal d'atendre millor als seus marxants i visites, Fortuny i ell instal·len els seus tallers a Vila Pegnatoski. La fama de Moragas va en augment i al novembre de 1868 Capobianchi li compra una altra obra per 1.500 lliures, tot i això no deixa d'assistir a les classes de l'Acadèmia Giggi ni a les tertúlies de Walther Fol.

#### Barcelona (1869)
Moragas torna a Barcelona pels problemes de salut del seu mestre i pare de la seva promesa, Josep Pomar, i també de la seva mare Victòria Torras. L'agost moren tots dos i s'accelera el seu casament amb Elvira Pomar, el 2 d'octubre de 1869 a l'església dels Sant Just i Pastor de Barcelona. El matrimoni es trasllada a Sant Boi de Llobregat on Moragas continua pintant fins que arriba la notícia de la mort del seu pare Jaume Moragas.

#### Tercera etapa a Roma(1869-1870)
Davant aquests esdeveniments, Moragas es desplaça a Roma per acabar alguns encàrrecs que li havia fet Capobianchi. Trasllada el seu estudi a la Vila Riganti, on Fortuny i Cecilia Madrazo s’havien instal·lat després del seu casament. Planeja la tornada a Barcelona per passar una llarga temporada amb la seva esposa.

#### Barcelona i Granada (1870-1871)
Al febrer de 1870 torna a Barcelona i l'1 de gener de 1871 neix el seu primer fill, Lluís Moragas i Pomar (1870-1963), que esdevendria un metge de prestigi. Al maig d'aquell mateix any neix a Granada el fill de Fortuny, Marià Fortuny i de Madrazo, i convida a Moragas al bateig. Aquest queda fascinat per l'estètica àrab dels carrers de Granada i realitza nombrosos estudis i dibuixos de personatges i arquitectures. Planeja amb Fortuny passar a Àfrica, el seu interès per temes orientals era ja molt fort, però malauradament aquest viatge mai no es va poder dur a terme. Un cop torna a Barcelona decideix marxar a Roma i preparar l'arribada de la seva esposa i el fill.

#### Quarta etapa a Roma (1872-1876)
Comença una època molt productiva de Moragas, Capobianchi li encarrega obres per a la seva galeria de París. L'any 1872 és nomenat membre del Cercle Artístic Internacional, i pinta La peixateria romana per Quaresma i Grup de cavalls abeurant en unes ruïnes a la campanya romana. En aquest període Capobianchi, A.Goupil, i M.Agnew van arribar a pagar entre 4.000 i 10.000 francs per les seves obres. La dona i el fill de Moragas arriben a Roma i tota la família s’instal·la en un pis a la Via Babuino, mantenint el seu taller a la Vila Riganti, a prop del de Fortuny. El 1873 neix el segon fill del matrimoni Moragas, el pintor Josep Moragas i Pomar, de qui serian padrins Fortuny i Cecilia Madrazo. Durant aquest any pinta Besamans als Cardenals per Any Nou, comprat pel marxant anglès M.Agnew. El 21 d'octubre de 1874 mor sobtadament el seu estimat amic Marià Fortuny. L'any 1876 la seva dona Elvira cau malalta, i per consell dels metges deixen definitivament Roma per marxar a Barcelona.

### Tornada definitiva a Barcelona (1876)
L'any 1876 s'instal·len definitivament a un pis senyorial del carrer Ample de Barcelona, però un any més tard mor la seva dona. Acompanyat pel seu amic Ferrer i Soler viatja a París i Brussel·les. La seva activitat prengué caires múltiples: una acadèmia privada de dibuix i pintura —a la qual assistiren Rusiñol i Anglada Camarasa—; fou professor de dibuix general, antic i natural a l'Escola de la Llotja (des del 1877) i a l'Escola d'Arts i Oficis de Vilanova i la Geltrú (1882) on creà classes d'aquarel·la i dibuix per a dones. A petició de la Junta de la Biblioteca Museu Víctor Balaguer donava conferències els diumenges sobre història de l'art i arts aplicades a la indústria. El 1880 participà com a organitzador i expositor de l'Exposició d'Arts Decoratives de l'Institut del Foment del Treball Nacional i el mateix any és nomenat soci de l'Associació Artística Arqueològica de Barcelona. També fou assessor artístic de l'Exposició Universal de Barcelona de 1888 i membre de la Comissió general executiva del monument a Cristòfor Colom. Fundà i presidí l'Centre d'Aquarel·listes, que seria a l'origen del Cercle Artístic de Barcelona. Moragas continuà l'activitat docent a la seva acadèmia, i participà activament de la vida artística barcelonina. Era membre de l'Ateneu Barcelonès on continuava estudiant art.
Tomàs Moragas Torras morí a Barcelona l'octubre de 1906 amb 71 anys d'edat, víctima d'un atac d'apoplexia, després d'haver pintat la seva darrera obra Àrab d'alt llinatge.
El 1941 la Sala Parés fa una exposició homenatge al pintor, on es van veure obres com l'Abeurador, Pastor romà, la Masia, Cards, Font Romana, d'una llista de 48 obres.

## Premis i reconeixements[27]
- 1866 Exposició Nacional de Madrid. Menció Honorífica
- 1871 Exposició Nacional de Barcelona. Medalla de bronze
- 1882 Certamen artístic i exposició de Vilanova i la Geltrú. Medalla de bronze
- 1891 Exposició a Barcelona. Menció Honorífica per l'obra Els guardians de la casa, adquirida per la Diputació de Barcelona
- 1893 3a Exposició artística de Barcelona. Nomenat membre del jurat
- 1895 Exposició de pintura de Madrid 1895. Menció Honorífica per l'obra Misèria i caritat
- 1898 4a Exposició de Belles Arts i Indústries Artístiques. Medalla de Primera Classe per l'obra Capta del roser i diploma de gratitud
- 1903 Junta Municipal de Museus de Museus i Belles Arts. Diploma Honorífic
- Cavaller de l'ordre d'Isabel I de Castella
- Cavaller de l'ordre italiana de Sant Maurici i Sant Llàtzer

## Obra
La seva obra pictòrica —aquarel·la i pintura a l'oli sobre tela—, de tècnica preciosista i d'un gran realisme, influïda per Fortuny, té un cromatisme de tons predominantment grisencs i ocres. Conreà el tema històric, però és més remarcable en les escenes de costums catalans, italians i morescs, en el paisatge i en el retrat. Destaca sobretot com a aquarel·lista, amb un pinzell hàbil i precís, i un delicat cromatisme. Pels seus treballs va rebre nombrosos i prestigiosos reconeixements.

### Olis
- Tribunal àrab
- Via Apia
- Aqüeducte Claudi, Roma
- Noblesa romana felicitant als cardenals per Any Nou
- Cafè àrab
- Els divendres de Quaresma
- Abeurador àrab
- Misèria i caritat
- Molí de Sant Hilari Sacalm
- Cant d'amor
- La capta del roser
- El teatre del Liceu després de la crema
- Retrat de Josefina Güell Bacigalupi
- Retrat de la senyoreta Cura
- Àrab d'alt llinatge
- Retrat de Josefa Manresa Segarra

### Aquarel·les
- Soldat de la guàrdia del Papa
- Pagès català
- Dona valenciana
- Contino
- Personatge andalús
- Personatge alacantí
- Personatge albanès
- Personatge àrab
- Àrab assegut fumant

### Obres als museus de Barcelona

#### Obres al MNAC
Olis per ordre cronològic de creació
- Interior de celler, ca. 1871[30] (MNAC)[31]
- Celler, 1871 (MNAC)[32]
- Esbós per a «Cafè àrab», abans conegut també com a Tipus marroquí a cavall, ca. 1891 (MNAC)[33][34] (MNAC)
- Portalada de Sant Pau del Camp 1871[30] (MNAC)[35]
- Els guardians de casa 1890[36] (MNAC)[37]
- Porta monumental del Museu Pius Clementi al Vaticà ca. 1870-1871[38] (MNAC)[39]

Dibuixos
- Nu masculí Roma, 1867, llapis i carbonet sobre paper (MNAC)[40]

i molts altres.

#### No trobat al catàleg en línia del MNAC
- Escena moruna a Tànger (MNAC)
- Trobador c.1860-64[42] (MNAC)

#### Obres a altres museus o colleccions de Bcn
- Retrat de l'escultor Damià Campeny 1888 (Galeria de Catalans Il·lustres)